# Élections législatives danoises de 2001
Les élections législatives danoises de 2001 ont eu lieu le 20 novembre 2001. Elles se soldent par la victoire du parti de centre-droit Venstre, dont le leader Anders Fogh Rasmussen devient Premier ministre avec l'appui du Parti populaire conservateur.
Le Parti social-démocrate réalise son plus mauvais score depuis 1973. C'est la première fois depuis septembre 1920 qu'il n'est pas le parti le mieux représenté au Parlement.

## Contexte

### Système électoral
Les 179 députés du Folketing, chambre unique du parlement danois, sont élus via un système électoral mixte associant un scrutin proportionnel plurinominal dans le cadre de la circonscription à une répartition par compensation. 175 sièges sont répartis entre 3 régions : Copenhague, le Jutland et les îles. Ces 3 régions sont subdivisées en 3 circonscriptions urbaines et 7 circonscriptions rurales. Le nombre de sièges alloués à chacune de ces circonscriptions, proportionnel au nombre de ses habitants, est revu tous les cinq ans. 135 de ces sièges sont réservés au scrutin de circonscription, les 40 autres étant compensatoires et répartis entre les différentes formations politiques faisant leur entrée au parlement dans le but de leur assurer une représentativité aussi exacte que possible. Pour accéder à la répartition des sièges compensatoires, une formation doit avoir obtenu un minimum de sièges dans une circonscription donnée ou bien un nombre de suffrages supérieur ou égal au nombre de voix nécessaires à l'obtention d'un siège dans au moins 2 des 3 régions du royaume, ou encore au moins 2 % des suffrages exprimés au niveau national. Les électeurs disposent en outre d'un vote préférentiel, leur permettant d'exprimer leur préférence pour un candidat au sein de la liste pour laquelle ils votent : la répartition des sièges au sein des listes s'opère donc en fonction des votes préférentiels, les candidats élus étant ceux ayant rassemblé le plus de votes préférentiels sur leur nom. Enfin, 2 sièges sont réservés aux Îles Féroé et 2 autres au Groenland.
Pour présenter des listes aux élections législatives, tout parti doit être représenté au Folketing au moment de la tenue du scrutin. Si tel n'est pas le cas, il doit alors recueillir un nombre de signatures correspondant à 1/175e des votes déclarés valides lors des dernières élections législatives.

## Résultats

### Danemark
|                        |                                  |                       |                       |                       |        |               |  |  |  |  |  |  |  |  |
| Parti                  | Parti                            | Voix                  | %                     | +/-                   | Sièges | +/-           |  |  |  |  |  |  |  |  |
|                        | Parti libéral (V)                | 1 077 858             | 31,25                 | 7,24                  | 56     | 14            |  |  |  |  |  |  |  |  |
|                        | Social-démocratie (A)            | 1 003 323             | 29,08                 | 6,85                  | 52     | 11            |  |  |  |  |  |  |  |  |
|                        | Parti populaire danois (O)       | 413 987               | 12,00                 | 4,59                  | 22     | 9             |  |  |  |  |  |  |  |  |
|                        | Parti populaire conservateur (C) | 312 770               | 9,07                  | 0,15                  | 16     | en stagnation |  |  |  |  |  |  |  |  |
|                        | Parti populaire socialiste (F)   | 219 842               | 6,37                  | 1,19                  | 12     | 1             |  |  |  |  |  |  |  |  |
|                        | Parti social-libéral danois (B)  | 179 023               | 5,19                  | 1,34                  | 9      | 2             |  |  |  |  |  |  |  |  |
|                        | Liste de l'unité (Ø)             | 82 685                | 2,40                  | 0,30                  | 4      | 1             |  |  |  |  |  |  |  |  |
|                        | Parti populaire chrétien (Q)     | 78 793                | 2,28                  | 0,23                  | 4      | en stagnation |  |  |  |  |  |  |  |  |
|                        | Démocrates du centre (D)         | 61 031                | 1,77                  | 2,54                  | 0      | 8             |  |  |  |  |  |  |  |  |
|                        | Parti du progrès (Z)             | 19 340                | 0,56                  | 1,86                  | 0      | 4             |  |  |  |  |  |  |  |  |
|                        | Indépendants                     | 1 016                 | 0,03                  | 0,02                  | 0      | en stagnation |  |  |  |  |  |  |  |  |
|                        | Sièges du Groenland              | Sièges du Groenland   | Sièges du Groenland   | Sièges du Groenland   | 2      | en stagnation |  |  |  |  |  |  |  |  |
|                        | Sièges des îles Féroé            | Sièges des îles Féroé | Sièges des îles Féroé | Sièges des îles Féroé | 2      | en stagnation |  |  |  |  |  |  |  |  |
|                        |                                  |                       |                       |                       |        |               |  |  |  |  |  |  |  |  |
| Suffrages exprimés     | Suffrages exprimés               | 3 449 668             | 98,99                 |                       |        |               |  |  |  |  |  |  |  |  |
| Votes blancs et nuls   | Votes blancs et nuls             | 35 247                | 1,01                  |                       |        |               |  |  |  |  |  |  |  |  |
| Total                  | Total                            | 3 484 915             | 100                   | –                     | 175    | en stagnation |  |  |  |  |  |  |  |  |
| Abstention             | Abstention                       | 514 042               | 12,85                 |                       |        |               |  |  |  |  |  |  |  |  |
| Inscrits/Participation | Inscrits/Participation           | 3 998 957             | 87,15                 |                       |        |               |  |  |  |  |  |  |  |  |

| Parti                  | Parti                  | Votes  | %     | +/-   | Sièges | +/-           |
| ---------------------- | ---------------------- | ------ | ----- | ----- | ------ | ------------- |
|                        | Inuit Ataqatigiit (IA) | 7 172  | 30,83 | 9,24  | 1      | 1             |
|                        | Siumut (S)             | 6 033  | 25,94 | 10,40 | 1      | en stagnation |
|                        | Atassut (A)            | 5 138  | 22,09 | 14,25 | 0      | 1             |
|                        | Indépendants           | 4 917  | 21,14 | -     | 0      | en stagnation |
|                        |                        |        |       |       |        |               |
| Suffrages exprimés     | Suffrages exprimés     | 23 260 | 97,65 |       |        |               |
| Votes blancs et nuls   | Votes blancs et nuls   | 559    | 2,35  |       |        |               |
| Total                  | Total                  | 23 819 | 100   | -     | 2      | en stagnation |
| Abstention             | Abstention             | 14 891 | 38,47 |       |        |               |
| Inscrits/Participation | Inscrits/Participation | 38 710 | 61,53 |       |        |               |

| Parti                  | Parti                              | Votes  | %     | +/-  | Sièges | +/-           |
| ---------------------- | ---------------------------------- | ------ | ----- | ---- | ------ | ------------- |
|                        | Parti de l'union (FF)              | 7 208  | 27,31 | 5,52 | 1      | 1             |
|                        | Parti républicain (T)              | 6 578  | 24,92 | 4,02 | 1      | 1             |
|                        | Parti social-démocrate (JF)        | 6 187  | 23,44 | 0,78 | 0      | 1             |
|                        | Parti du peuple (SF)               | 5 417  | 20,52 | 6,39 | 0      | 1             |
|                        | Parti du Centre (MF)               | 569    | 2,16  | Nv.  | 0      | en stagnation |
|                        | Parti de l’auto-gouvernement (NSS) | 434    | 1,64  | 6,11 | 0      | en stagnation |
|                        |                                    |        |       |      |        |               |
| Suffrages exprimés     | Suffrages exprimés                 | 26 393 | 99,60 |      |        |               |
| Votes blancs et nuls   | Votes blancs et nuls               | 105    | 0,40  |      |        |               |
| Total                  | Total                              | 26 498 | 100   | -    | 2      | en stagnation |
| Abstention             | Abstention                         | 6 608  | 19,96 |      |        |               |
| Inscrits/Participation | Inscrits/Participation             | 33 106 | 80,04 |      |        |               |